# Donji paleolitik
Donji paleolitik je najraniji period paleolitika ili starijeg kamenog doba. Pokriva vremensko razdoblje od prije 2,5 milijuna godina kada je arheološki zabilježen prvi slučaj da hominidi rabe kameno oruđe, do prije 120.000 godina kad su važne evolucijske i tehnološke promjene označile početak srednjeg paleolita.

## Rane vrste
Najstariji hominidi, poznati kao australopiteci (koje najbolje predstavlja poznati fosil Lucy u Etiopiji) nisu bili napredni korisnici kamenog oruđa i vjerojatno su bili česti plijen većih životinja. Arheološki nalazi od prije 3 milijuna godina datiraju prve fosile koji bi se mogli klasificirati kao rod Homo. Za njih se pretpostavlja da su evoluirali od australopitecina ili neke druge filogenetske grane primata.
Ostatci Homo habilisa, poput onih iz klanca Olduvai, imaju mnogo prepoznatljivije ljudske karakteristike. Uporaba kamenog oruđa se razvila kod ovih ljudi prije 2,5 milijuna godina, a nakon toga ih je zamijenio Homo erectus prije oko 1,5 milijuna godina. Homo habilis je koristio Olduviensko oruđe te je ovladao korištenjem vatre.

## Europa
Olduvienska oruđa su se pomakla u Europu iz Afrike, gdje su izvorno razvijena. Na sjeveru je Olduvienska kultura (u Europi poznata kao Abbevillienska) razdvojila u dvije paralelne kulture: Clactonijansku, odnosno kulturu krhotina, i Acheuléensku, kulturu ručnih sjekira. Levalloisien tehnika kalanja kremena se razvila u to doba.
Vrsta koja je emigrirala iz Afrike u Europu je van svake sumnje bio Homo erectus. Ovaj tip čovjeka se čvršće može vezati uz tradiciju krhotina, koja se proširila južnom Europom preko Balkana, a kasnije postala čestom i u jugoistočnoj Aziji. Mnogi moustérienski nalazi u srednjem paleolitiku su bili kalani korištenjem Levallois tehnike, što sugerira da su neandertalci evoluirali od Homo erectusa.
U Europi se također pojavio tip čovjeka koji predstavlja prijelazni oblik između Homo erectusa i Homo sapiensa, kojeg tipiziraju fosili poput Swanscombskog, Steinheimskog, tautavelskog i Vertesszollos čovjeka (Homo palaeohungaricusa). Iako nije mudro na temelju trenutno dostupnih podataka pretpostavljati povezanost bilo kojeg od ovih vrsta ljudi s bilo kakvom vrstom oruđa, ti prijelazni oblici ljudi su vjerojatno izgledaju raširili tradiciju ručnih sjekira. Takva povezanost ne bi trebala ukazati da su morali evoluirati u Europi.
Krhotine i sjekire su zajedno postojale u Europi, negdje na jednom istom nalazištu. Tradicija sjekira se, međutim, proširila u drukčijem opsegu na istok. Pojavljuje se u Arabiji i Indiji, ali, što je daleko važnije, ne pojavljuje se u jugoistočnoj Aziji.
Na nalazištu Monte Poggiolo, blizu Forlìja, pronađene su tisuće rukom obrađenih komada kamena, koji datiraju od prije 800.000 godina.